# Endrick
Endrick is een Brits historisch merk van motorfietsen.
Het merk Endrick was gevestigd in Olton bij Birmingham.
De productie begon in 1911 met twee modellen die werden voorzien van 3½pk-Fafnir- en Peugeot-zijklepmotoren en riemaandrijving. Motoren van het Europese vasteland waren toen al jaren niet meer in zwang in Engeland, maar klanten konden als alternatief ook kiezen voor Britse inbouwmotoren van Precision en JAP.
In 1914 volgde een model met een 2¾pk-PeCo-tweetaktmotor, dat als alternatief kon worden voorzien van een 3½pk-Precision-zijklepmotor. Deze modellen bleven ook in 1915 in productie, maar in dat jaar werd de hele Britse industrie van motorfietsen voor civiel gebruik door het War Office stilgelegd om grondstoffen vrij te maken voor de oorlogsproductie.